# ウィガン・アスレティックFC
ウィガン・アスレティック・フットボール・クラブ（Wigan Athletic Football Club [ˈwɪɡən]）は、イングランド北西部・マンチェスター郊外の都市ウィガンをホームタウンとする、プロサッカークラブ。2023-24シーズンからはEFLリーグ1に所属する。

## 概要
当時の下位カテゴリーに当たる3部リーグ所属のウィガン・ボロが経営危機に陥り、前年に消滅した事に伴い、1932年に創立された。
1978年にプロリーグに昇格。マンチェスター・ユナイテッドやマンチェスター・シティ、ボルトン・ワンダラーズと同じ地域でありながら、ウィガンだけは元来ラグビー（厳密にはラグビーリーグ、日本で言うラグビーはラグビーユニオン）の強い土地柄であり、サッカーはトップリーグに縁がなく、地元のラグビーリーグチームであるウィガン・ウォリアーズの成功とは対照的に影の薄いチームであった。非常に貧乏なクラブで、当時所属していた3部の中でも見劣りしていた。

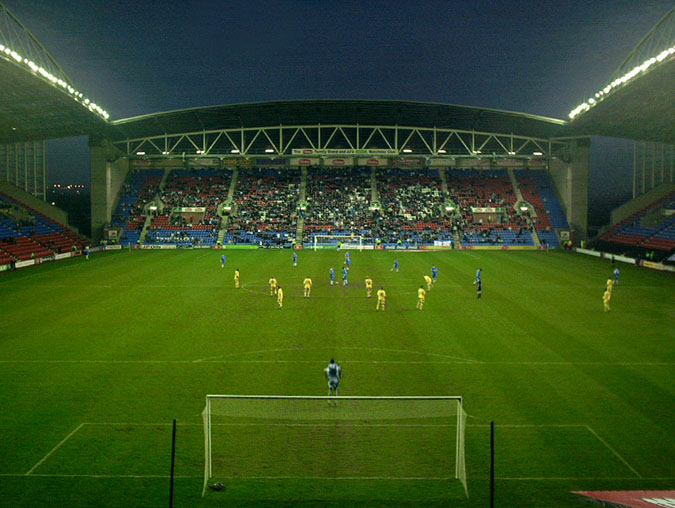
JJBスタジアム

1995年2月、デイヴ・ウィーランがオーナーに就任。この人物は、イギリス全土に展開する大型スポーツ用品店チェーンJJBの創業者で、JJBを売却後、現在はDWスポーツという用品店チェーンを経営しており、その資産は500億を超えるとも言われる。1996-97シーズンにディヴィジョン3（実質4部）で1位となり、ディヴィジョン2（実質3部）昇格を決めたが、翌シーズン以降もそれほど成績はパッとせず、中位を維持するだけであった。
2001年、新築のJJBスタジアムに移転。ポール・ジュエルが監督に就任してから、ウィガンは本気でプレミアリーグへの昇格を目指すこととなる。潤沢な資金力で、急速にチーム力を上げ、2002-03シーズンにはチャンピオンシップ（実質2部）に昇格。2004-05シーズンには同ディビジョンで2位となり、2005-06シーズンにクラブ初のプレミアリーグ昇格を果たした。
ウィガンは「イングランドの最上位リーグから一度も降格したことのない唯一のクラブ」であった。その急速な躍進は、同時期に巨大資産を持つオーナーが就任したチェルシーに例えられ、「チャンピオンシップリーグのチェルシー」とも揶揄された。プレミアリーグ昇格後も積極的に補強を行い、現代の昇格チームとしては異例ともいえる10位でシーズンを終え、大躍進の1年となった。
2006-07シーズンは終始残留争いを強いられるも、最終節で勝利し、2年連続の残留を決めた。ウィガン躍進の功労者ジュエルはシーズン終了後に辞任し、後任にはコーチを務めていたクリス・ハッチングスが昇格したがわずか6ヶ月で解任、11月にバーミンガム・シティからスティーヴ・ブルースを引き抜いた。
ホームスタジアムであるDWスタジアムはラグビーリーグチームのウィガン・ウォリアーズも使用している。前述の通り、ウィガンは古くからラグビーの町であり、ウィガン・ウォリアーズは、これまで数々のタイトルを獲得している強豪である。
2012-13シーズン、宮市亮が期限付き移籍で加入。クラブはリーグでは不振が続き、第37節でアーセナルに1-4で敗れ、8季連続で守ってきたプレミアリーグからの降格が決定した。2013年6月5日、ロベルト・マルティネス監督はクラブを去り、4年契約でエヴァートンの監督に就任した。しかしFAカップで快進撃を見せ、決勝でマンチェスター・シティを破りクラブ史上初の優勝を成し遂げる。
2013-14シーズンはチャンピオンシップで5位となり昇格プレーオフ出場権を得たが、準決勝でクイーンズ・パーク・レンジャーズに敗れた。
2014-15シーズンはウーヴェ・レスラーが2014年11月13日に解任され、後任にはマーキー・マッカイが就任した。2015年3月3日、ウィーランが会長を辞任し、孫のデイヴィッド・シャープが会長を引き継いだ。2015年4月6日にホームでダービー・カウンティに0-2で敗れて残留圏との勝ち点差が8となり、シーズン残り5試合を残してマッカイは解任され、後任には元キャプテンのガリー・コールドウェルが就任したものの、4月28日、21位のロザラム・ユナイテッドがレディングに2-1で勝利したため、シーズン残り1試合を残してリーグ1への降格が決定した。
2017年6月、ポーツマスをリーグ2優勝に導いたポール・クックが監督に就任した。2017-18シーズン終了後、香港に拠点を置くInternational Entertainment Corporation（IEC）が2200万ポンド（約30億円）でクラブを買収した。
2020年7月、破産を申請。ペナルティとして勝ち点12が剥奪され、24チーム中23位となりリーグ1降格が決まった。
2020-21シーズンは、残留ぎりぎりの20位で終わるが、翌2021-22シーズンは一転して4シーズンぶりの優勝を果たし、3シーズンぶりにチャンピオンシップへ復帰した。
2022-23シーズンはシーズンを通して苦戦が続き、4月29日のレディング戦は1-1の引き分けで終わった為リーグ1降格が決まった。

## 歴史とエピソード
- 初昇格の2005-06プレミアリーグでの開幕戦は前年王者であるチェルシーをホームに迎えての一戦となった。ここでウィガンはチェルシーを完全に圧倒し、試合を支配していた。しかし、両者ともに得点は入らず、試合終了直前にチェルシーのエルナン・クレスポが決勝点を叩き込み、試合終了となった。圧倒的に攻めていたウィガンにとっては大金星を逃し、残念な開幕戦となった。クレスポの得点の後に、チェルシー監督のジョゼ・モウリーニョがウィガンのポール・ジュエル監督に歩み寄り声をかけている。試合終了後のモウリーニョ監督のコメントは、「どちらが王者で、どちらが昇格チームかわからないほどだった」と述べている。ジュエル監督は終了後の記者会見の場で、モウリーニョ監督から「なんて不公平な結果だ」と声をかけられ、「人生やサッカーとはそういうものさ」と答えたことを記者達に向けて発言し、最後に「しかし我々は胸を張って次戦に臨める」と答えた。

## クラブ各種記録
一試合最多観客動員数
- 25,133人 vs マンチェスター・ユナイテッド 2008.5.11

一試合最多得点勝利試合
- 7-1 vs スカーバラ 1997.3.11

一試合最多失点敗戦試合
- 1-9 vs トッテナム・ホットスパー 2009.11.23

## タイトル

### 国内タイトル
- FAカップ:1回 
2012-13
- フットボール・セカンドディヴィジョン / EFLリーグ1:4回
2002-03, 2015-16, 2017-18, 2021-22
- フットボールリーグ・サードディビジョン:1回
1996-97
- フットボールリーグトロフィー:2回
1984-85, 1998-99
- ノーザンプレミアリーグ:2回
1970-71, 1974-75
- ノーザンプレミア・カップ:1回
1971–72[12]
- ノーザンプレミア・シールド:3回
1972–73, 1973–74, 1975–76[13]
- ランカシャー・コンベイション:4回
1947-48, 1950-51, 1952-53, 1953-54
- チェシャーリーグ:4回
1933-34, 1934-35, 1935-36, 1964-65

### 国際タイトル
- なし

## 過去の成績
| シーズン | リーグ             | リーグ | リーグ | リーグ | リーグ | リーグ | リーグ | リーグ | リーグ | FAカップ     | リーグ杯     | 欧州カップ / その他 | 欧州カップ / その他  | 最多得点者                             | 最多得点者 |
| シーズン | ディビジョン       | 試     | 勝     | 分     | 敗     | 得     | 失     | 点     | 順位   | FAカップ     | リーグ杯     | 欧州カップ / その他 | 欧州カップ / その他  | 選手                                   | 得点数     |
| -------- | ------------------ | ------ | ------ | ------ | ------ | ------ | ------ | ------ | ------ | ------------ | ------------ | ------------------- | -------------------- | -------------------------------------- | ---------- |
| 1998-99  | ディビジョン2      | 46     | 22     | 10     | 14     | 75     | 48     | 76     | 6位    | 2回戦敗退    | 2回戦敗退    | FLトロフィー        | 優勝                 | スチュアート・バーロウ                 | 19         |
| 1999-00  | ディビジョン2      | 46     | 22     | 17     | 7      | 72     | 38     | 83     | 4位    | 3回戦敗退    | 2回戦敗退    | FLトロフィー        | 2回戦敗退            | スチュアート・バーロウ                 | 18         |
| 2000-01  | ディビジョン2      | 46     | 19     | 18     | 9      | 53     | 42     | 75     | 6位    | 2回戦敗退    | 2回戦敗退    | FLトロフィー        | 2回戦敗退            | サイモン・ハワース                     | 11         |
| 2001-02  | ディビジョン2      | 46     | 16     | 16     | 14     | 66     | 51     | 64     | 10位   | 1回戦敗退    | 1回戦敗退    | FLトロフィー        | 1回戦敗退            | アンディ・リデル                       | 18         |
| 2002-03  | ディビジョン2      | 46     | 29     | 13     | 4      | 68     | 25     | 100    | 1位    | 3回戦敗退    | 準々決勝敗退 | FLトロフィー        | 2回戦敗退            | アンディ・リデル                       | 16         |
| 2003-04  | ディビジョン1      | 46     | 18     | 17     | 11     | 60     | 45     | 71     | 7位    | 3回戦敗退    | 3回戦敗退    |                     |                      | ネイサン・エリントン                   | 18         |
| 2004-05  | チャンピオンシップ | 46     | 25     | 12     | 9      | 79     | 35     | 87     | 2位    | 3回戦敗退    | 1回戦敗退    |                     |                      | ネイサン・エリントン                   | 24         |
| 2005-06  | プレミアリーグ     | 38     | 15     | 6      | 17     | 45     | 52     | 51     | 10位   | 4回戦敗退    | 準優勝       |                     |                      | アンリ・カマラ                         | 12         |
| 2006-07  | プレミアリーグ     | 38     | 10     | 8      | 20     | 37     | 59     | 38     | 17位   | 3回戦敗退    | 2回戦敗退    |                     |                      | エミール・ヘスキー                     | 8          |
| 2007-08  | プレミアリーグ     | 38     | 10     | 10     | 18     | 34     | 51     | 40     | 14位   | 4回戦敗退    | 2回戦敗退    |                     |                      | マーカス・ベント                       | 7          |
| 2008-09  | プレミアリーグ     | 38     | 12     | 9      | 17     | 34     | 45     | 45     | 11位   | 3回戦敗退    | 4回戦敗退    |                     |                      | アムル・ザキ                           | 10         |
| 2009-10  | プレミアリーグ     | 38     | 9      | 9      | 20     | 37     | 79     | 36     | 16位   | 4回戦敗退    | 2回戦敗退    |                     |                      | ウーゴ・ロダジェガ                     | 10         |
| 2010-11  | プレミアリーグ     | 38     | 9      | 15     | 14     | 40     | 61     | 42     | 16位   | 4回戦敗退    | 準々決勝敗退 |                     |                      | シャルル・ヌゾクビアウーゴ・ロダジェガ | 9          |
| 2011-12  | プレミアリーグ     | 38     | 11     | 10     | 17     | 42     | 62     | 43     | 15位   | 3回戦敗退    | 2回戦敗退    |                     |                      | フランコ・ディ・サント                 | 9          |
| 2012-13  | プレミアリーグ     | 38     | 9      | 9      | 20     | 47     | 73     | 36     | 18位   | 優勝         | 4回戦敗退    |                     |                      | アルナ・コネ                           | 11         |
| 2013-14  | チャンピオンシップ | 46     | 21     | 10     | 15     | 61     | 48     | 73     | 5位    | 準決勝敗退   | 4回戦敗退    | ヨーロッパリーグ    | グループステージ敗退 | ニック・パウエルジョルディ・ゴメス     | 7          |
| 2014-15  | チャンピオンシップ | 46     | 4      | 14     | 28     | 36     | 91     | 26     | 24位   | 3回戦敗退    | 1回戦敗退    |                     |                      | ジェームズ・マクレーン                 | 6          |
| 2015-16  | リーグ1            | 46     | 24     | 15     | 7      | 82     | 45     | 87     | 1位    | 1回戦敗退    | 1回戦敗退    | FLトロフィー        | 準決勝敗退           | ウィル・グリッグ                       | 28         |
| 2016-17  | チャンピオンシップ | 46     | 10     | 12     | 24     | 40     | 57     | 42     | 23位   | 4回戦敗退    | 1回戦敗退    |                     |                      | ウィル・グリッグ                       | 7          |
| 2017-18  | リーグ1            | 46     | 26     | 8      | 6      | 81     | 27     | 54     | 1位    | 準々決勝敗退 | 2回戦敗退    | EFLトロフィー       | グループステージ敗退 | ウィル・グリッグ                       | 26         |
| 2018-19  | チャンピオンシップ | 46     | 13     | 13     | 20     | 51     | 64     | 52     | 18位   | 3回戦敗退    | 1回戦敗退    |                     |                      | ジョー・ガーナーニック・パウエル       | 8          |
| 2019-20  | チャンピオンシップ | 46     | 15     | 14     | 17     | 57     | 56     | 47     | 23位   | 3回戦敗退    | 1回戦敗退    |                     |                      | キーファー・ムーア                     | 10         |
| 2020-21  | リーグ1            | 46     | 13     | 9      | 24     | 54     | 77     | 48     | 20位   | 1回戦敗退    | 1回戦敗退    | EFLトロフィー       | グループステージ敗退 | ウィル・キーン                         | 12         |
| 2021-22  | リーグ1            | 46     | 27     | 11     | 8      | 82     | 44     | 92     | 1位    | 4回戦敗退    | 3回戦敗退    | EFLトロフィー       | 準決勝敗退           | ウィル・キーン                         | 26         |
| 2022-23  | チャンピオンシップ | 46     | 10     | 15     | 21     | 38     | 65     | 39     | 24位   | 3回戦敗退    | 1回戦敗退    |                     |                      | ウィル・キーン                         | 12         |
| 2023-24  | リーグ1            | 46     |        |        |        |        |        |        | 位     |              | 1回戦敗退    | EFLトロフィー       |                      |                                        |            |

## 欧州の成績
| シーズン | 大会                 | ラウンド  | 対戦相手         | ホーム | アウェー | 合計 |  |
| -------- | -------------------- | --------- | ---------------- | ------ | -------- | ---- |  |
| 2013-14  | UEFAヨーロッパリーグ | グループD | マリボル         | 3-1    | 1-2      | 4位  |  |
| 2013-14  | UEFAヨーロッパリーグ | グループD | ルビン・カザン   | 1-1    | 0-1      | 4位  |  |
| 2013-14  | UEFAヨーロッパリーグ | グループD | ズルテ・ワレヘム | 1-2    | 0-0      | 4位  |  |

## 現所属メンバー
2020年10月16日現在
注：選手の国籍表記はFIFAの定めた代表資格ルールに基づく。
| No. | Pos. |                | 選手名                     |
| --- | ---- | -------------- | -------------------------- |
| 1   | GK   | イングランド   | ジェイミー・ジョーンズ     |
| 3   | DF   | イングランド   | トム・ピアース             |
| 4   | DF   | イングランド   | カーティス・ティルト       |
| 6   | DF   | イングランド   | ダーネル・ジョンソン       |
| 7   | MF   | スコットランド | カル・ネイスミス           |
| 8   | MF   | ウェールズ     | リー・エヴァンズ           |
| 10  | MF   | イングランド   | ウィル・キーン             |
| 11  | FW   | イングランド   | ギャヴィン・マージー       |
| 12  | MF   | イングランド   | マット・パルマー           |
| 14  | FW   | イングランド   | ジョー・ガーナー           |
| 15  | MF   | イングランド   | ダン・ガードナー           |
| 17  | FW   | イングランド   | ヴィヴ・ソロモン＝オタボー |
| 19  | FW   | イングランド   | オリー・クランクショー     |

| No. | Pos. |                  | 選手名                 |
| --- | ---- | ---------------- | ---------------------- |
| 20  | DF   | ナイジェリア     | エメカ・オビ           |
| 22  | FW   | スコットランド   | カイル・ジョセフ       |
| 23  | MF   | イングランド     | クリストファー・メリア |
| 24  | MF   | イングランド     | アレックス・ペリー     |
| 25  | GK   | ウェールズ       | オーウェン・エヴァンス |
| 26  | FW   | イングランド     | チャーリー・ジョリー   |
| 27  | DF   | ウェールズ       | トム・ジェームズ       |
| 28  | FW   | コンゴ民主共和国 | ディヴィン・バニンギメ |
| 30  | MF   | ノルウェー       | テオ・アースゴーア ()  |
| 31  | GK   | イングランド     | サム・ティックル       |
| 32  | DF   | イングランド     | アダム・ロング         |
| 37  | DF   | イングランド     | パトリック・ウェバー   |

監督
- リアム・リチャードソン

※括弧内の国旗はその他の保有国籍を、星印はEU圏外選手を示す。

### ローン移籍選手
in
注：選手の国籍表記はFIFAの定めた代表資格ルールに基づく。
| No. | Pos. |              | 選手名                          |
| --- | ---- | ------------ | ------------------------------- |
| 4   | DF   | イングランド | カーティス・ティルト (ロザラム) |
| 6   | DF   | イングランド | ダーネル・ジョンソン (レスター) |

| No. | Pos. |              | 選手名                            |
| --- | ---- | ------------ | --------------------------------- |
| 12  | MF   | イングランド | マット・パルマー (スウィンドン)   |
| 27  | DF   | ウェールズ   | トム・ジェームズ (ハイバーニアン) |

out
注：選手の国籍表記はFIFAの定めた代表資格ルールに基づく。
| No. | Pos. |  | 選手名 |
| --- | ---- |  | ------ |

| No. | Pos. |  | 選手名 |
| --- | ---- |  | ------ |

## 歴代監督
| 期間      | 氏名                   |
| --------- | ---------------------- |
| 1993-1994 | ケニー・スウェイン     |
| 1994-1995 | グレアム・バロー       |
| 1995-1998 | ジョン・ディーハン     |
| 1998-1999 | レイ・マサイアス       |
| 1999-2000 | ジョン・ベンソン       |
| 2000-2001 | ブルース・リオ         |
| 2001      | スティーヴ・ブルース   |
| 2001-2007 | ポール・ジュエル       |
| 2007      | クリス・ハッチングス   |
| 2007-2009 | スティーヴ・ブルース   |
| 2009-2013 | ロベルト・マルティネス |
| 2013      | オーウェン・コイル     |
| 2013-2014 | ウーヴェ・レスラー     |
| 2014-2015 | マーキー・マッカイ     |
| 2015-2016 | ガリー・コールドウェル |
| 2016-2017 | ワーレン・ジョイス     |
| 2017-2020 | ポール・クック         |
| 2020      | ジョン・シェリダン     |

## 歴代所属選手

### GK
- ロイ・キャロル 1997-2001
- クリス・カークランド 2006-2012
- リチャード・キングソン 2008-2010

- アリ・アル・ハブシ 2011-2015
- ジョエル・ロブレス 2013

### DF
- マーク・ボウエン 1999
- アルヤン・デ・ゼーヴ 1999-2002, 2005-2007
- レイトン・ベインズ 2002-2007
- エメルソン・トーメ 2004-2006
- ステファヌ・アンショズ 2005-2006
- パスカル・シンボンダ 2005-2006
- ライアン・テイラー 2005-2009
- アンディ・ウェブスター 2006-2008
- パウル・シャルナー 2006-2010, 2013

- フィッツ・ホール 2006-2008
- アンドレアス・グランクヴィスト 2007-2008
- タイタス・ブランブル 2007-2010
- マリオ・メルヒオット 2007-2010
- マイノル・フィゲロア 2008-2013
- スティーヴ・ゴフリ 2010-2012
- ガリー・コールドウェル 2010-2015
- アントリン・アルカラス 2010-2013

### MF
- ゴードン・ミルン 1970
- リー・マッカローク 2001-2007
- アンドレーアス・ヨハンソン 2005-2007
- グレアム・カバナー 2005-2006
- ヨシップ・スココ 2005-2008
- レト・ツィークラー 2006
- デニー・ランツァート 2006-2008
- デイビッド・コッテリル 2006-2008
- アントニオ・バレンシア 2006-2009
- ケヴィン・キルバーン 2006-2009

- マイケル・ブラウン 2007-2009
- アントワーヌ・シビエルスキ 2007-2009
- ジェイソン・クーマス 2007-2011
- ウィルソン・パラシオス 2008-2009
- オリビエ・カポ 2008-2010
- モハメド・ディアメ 2009-2012
- シャルル・ヌゾクビア 2009-2011
- 趙源熙 2009-2011
- ジェームス・マッカーシー 2009-2013
- ビクター・モーゼス 2010-2012

### FW
- ポール・ジュエル 1984-1988
- イアン・グリフィス 1985-1988
- ガリー・ティール 2001-2007
- ネイサン・エリントン 2002-2005
- ジェイソン・ロバーツ 2004-2006
- アンリ・カマラ 2005-2009
- デヴィッド・コノリー 2006
- ニール・メラー 2006

- エミール・ヘスキー 2006-2009
- ジュリアス・アガホワ 2007-2008
- ウーゴ・ロダジェガ 2009-2012
- フランコ・ディ・サント 2010-2013
- マウロ・ボセッリ 2010-2013
- 宮市亮 2012-2013
- アルナ・コネ 2012-2013